# Перегар (сельское хозяйство)
Перегар — метод обработки земли в сельском хозяйстве, который использовался в засушливых районах для борьбы с корневищными растениями-сорняками. Его суть заключалась во вспашке на глубину залегания корневищ заросшего сорняками поля в жаркую погоду и оставлении вспаханных пластов для высушивания. После высыхания корневищ поле боронили, «вычёсывая» и собирая их остатки, которые позже сжигались.
Данный метод не нашёл широкого применения в колхозных и совхозных хозяйствах из-за сильного обезвоживания плодородного слоя почвы. Помимо этого, одним из его последствий считалась высокая рыхлость почв, которая становилась благоприятной средой для развития неубранных фрагментов корневой системы.